# Dreamland (álbum de Aztec Camera)
Dreamland es el quinto LP de la banda escocesa Aztec Camera. Colaboración entre el líder, Roddy Frame, y el teclista, compositor y productor Ryuichi Sakamoto. El estilo se basa en canciones suaves y discretas.

## Canciones
1. Birds (4:56)
2. Safe in Sorrow (4:56)
3. Black Lucia (4:00)
4. Let Your Love Decide (5:03)
5. Spanish Horses (4:34)
6. Dream Sweet Dreams (3:26)
7. Pianos and Clocks (4:53)
8. Sister Ann (5:13)
9. Vertigo (4:54)
10. Valium Summer (5:53)
11. The Belle of the Ball (3:24)

## Componentes de la banda
- Roddy Frame - Guitarra y voz.
- Gary Tibbs - Bajo.
- Gary Sanctuary - Teclados.
- David Palmer - Batería.
- Steve Sidelnyk - Percusión.
- Victor Bailey - Bajo.
- Barry Finclair - Violín.
- Sylvia Mason James - Voz.
- Romero Lubambo - Guitarra.
- Vivian Sessoms - Voz.
- Naná Vasconcelos - Percusión.

- Datos: Q5306645